# JTIDS

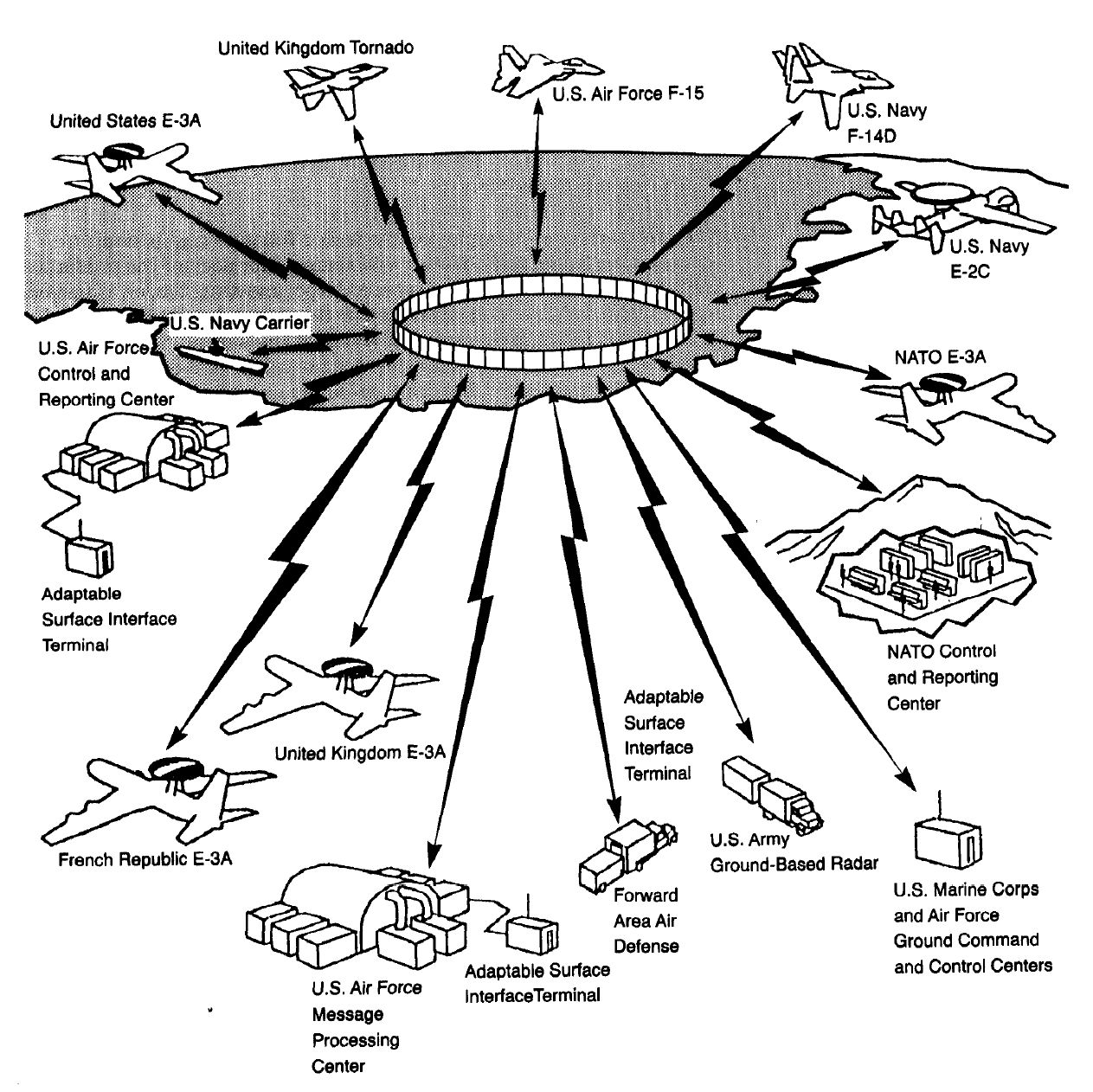
Схема возможных сфер использования JTIDS, 1990

JTIDS (англ. Joint Tactical Information Distribution System, единая распределённая боевая информационная система) – одна из аппаратно-программных реализаций радиосети Link 16, сетевая УКВ-радиосистема передачи данных с временным разделением доступа. Используется в вооружённых силах США их союзников для организации радиосетей обмена данными. Обеспечивает  высокоскоростную помехозащищённую, криптозащищённую связь компьютер-компьютер для всех боевых платформ от самолётов-истребителей до подводных лодок. Разработка системы началась в 1981 году компанией Singer-Kearfott (позднее — GEC-Marconi Electronic Systems и BAE Systems Electronics and Integrated Solutions) и медленно шла в конце 1980-х и начале 1990-х годов. Новый толчок разработкам дали террористические акты 11 сентября 2001 года и подготовка к операциям «Несокрушимая свобода» в Афганистане и «Иракская свобода» в Ираке.

## Разработка
Разработка JTIDS началась В 1977 году в результате научно-исследовательских и опытно-конструкторских работ были созданы первые терминалы JTIDS (Class 1 Time Division Multiple Access (TDMA) EDM Terminal), получившие межвидовый индекс AN/URQ-31 и предназначенные для размещения в пунктах боевого управления. Испытания продлились до 1980 года. С июля 1980 года началось заключение Министерством обороны США контрактов на создание серийных образцов сначала с компанией Kearfott (затем General Electric Co.-Marconi Electronic Systems). Усовершенствованная модель терминала (Class 2) получила индекс AN/URQ-28, модификация воздушного базирования — AN/URQ-26. Исходный набор подрядчиков включал в себя следующие коммерческие структуры:
- MITRE Corp.[англ.], Бедфорд, Массачусетс;
- Singer Co., Kearfott Division, Литл-Фолс, Нью-Джерси;
- Rockwell International Corp., Collins Avionics Division, Сидар-Рапидс, Айова;
- Hughes Aircraft Co., Ground Systems Group, Фуллертон, Калифорния;
- Network Analysis Corp., Грейт-Нек, Нью-Йорк;
- IBM Corp., Federal Systems Division, Овиго, Нью-Йорк.

С 1996 г. поддержка аппаратной составляющей велась компанией Data Link Solutions, совместным предприятием американского подразделения BAE и Rockwell International (затем Rockwell Collins). Разработка программного обеспечения для летательных аппаратов велась Grumman Aerospace Corp. (контракт на сумму $16 806 159). Для обслуживания и модернизации системы в армиях и флотах стран НАТО был образован консорциум MIDSCO, в который вошли BAE Systems (США), Thomson (Франция), MID (Италия), DASA (Германия), INDRA (Испания). Самостоятельным подрядчиком (вне консорциумов) выступает компания ViaSat.

## Терминология
JTIDS — обозначение для аппаратно-программной реализации сети Link 16, используемое в ВМС США. Существует несколько синонимов к этому обозначению:
- TADIL (Tactical Digital Information Link) — унифицированный термин, используемый во всех родах войск США. Этот термин описывает целое семейство сетей, сети Link 16 соответствует обозначение  TADIL J;
- MIDS (Multifunctional Information Distribution System) — термин, используемый в НАТО.
- Link 16 — общее понятие, описывающее сеть обмена данных с определёнными характеристиками, реализацией которой является JTIDS. На практике очень часто не делается различия между стандартом и его конкретной реализацией, и термин «Link 16» используется как синоним ко всем указанным выше обозначениям.